# World Outgames
World Outgames, også omtalt som Homo-OL, er en international sports- og kulturbegivenhed, under GLISA, Gay & Lesbian International Sports Association og arrangeres af det homoseksuelle miljø i den pågældende værtsby og begivenheden finder sted hvert 4. år. 
World Outgames er åben for alle der ønsker at deltage, uden hensyntagen til seksuelle præferencer. Det første World Outgames blev afholdt i Montreal, Canada i 2006 og var med sine over 12.000 deltagende den største internationale begivenhed i byen siden Sommer-OL 1976. 
Efter at Københavns Kommune havde ansøgt om det, blev København tildelt værtskabet for det andet World Outgames, der løb af stablen 25. juli til 2. august 2009. Åbningsceremonien fandt sted på Rådhuspladsen. I forbindelse med Outgames blev der desuden afholdt en international konference om homo-, bi- og transseksuelles rettigheder. Chefen for World Outgames 2009 er Uffe Elbæk.

## World Outgames
| #   | År   | By        | Land    |
| --- | ---- | --------- | ------- |
| I   | 2006 | Montreal  | Canada  |
| II  | 2009 | København | Danmark |
| III | 2013 | Antwerpen | Belgien |